# Joseph-von-Eichendorff-Denkmal (Breslau)

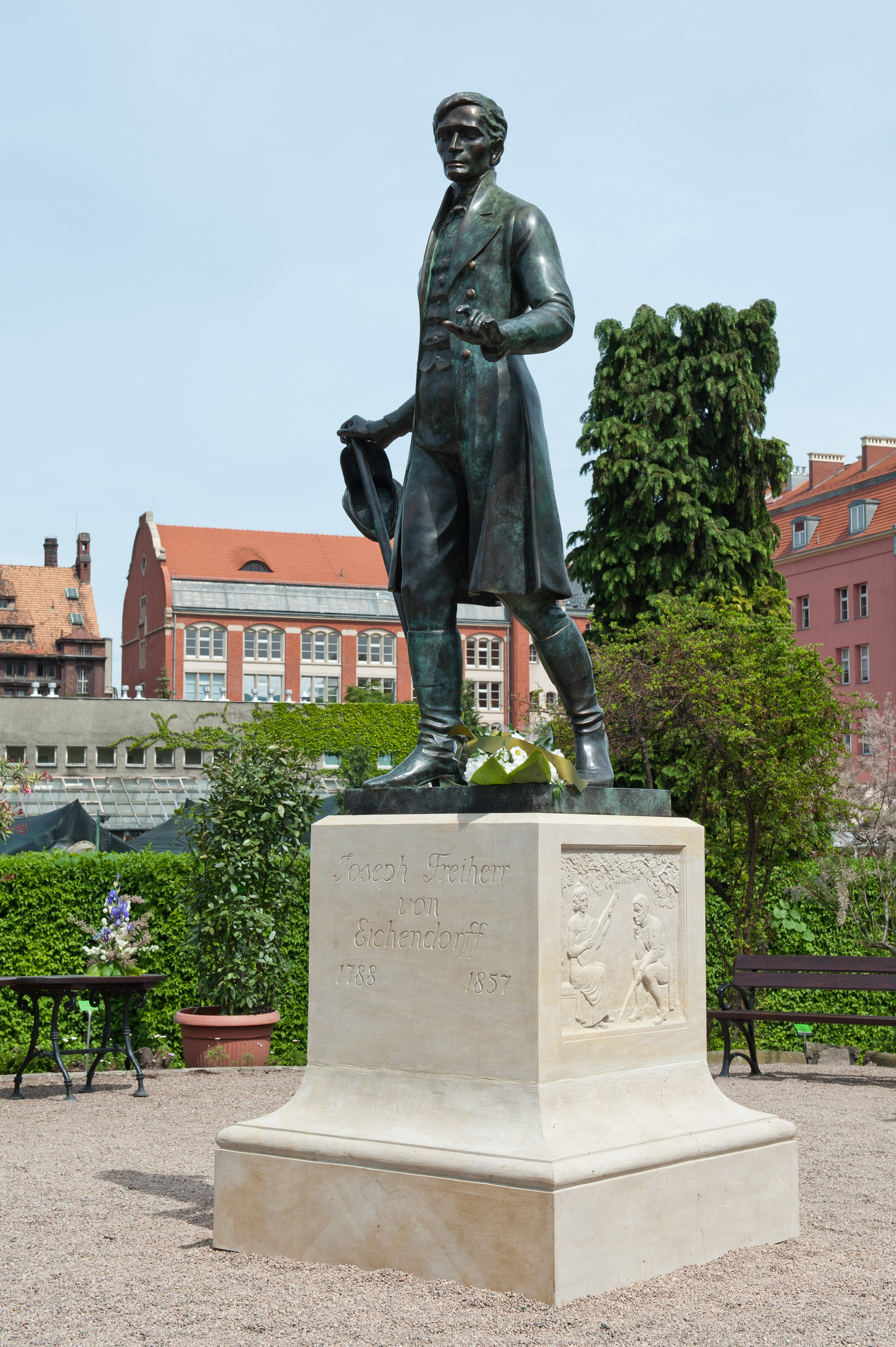
Joseph-von-Eichendorff-Denkmal (2012)

Das Joseph-von-Eichendorff-Denkmal in Breslau steht heute im Botanischen Garten auf der Dominsel.

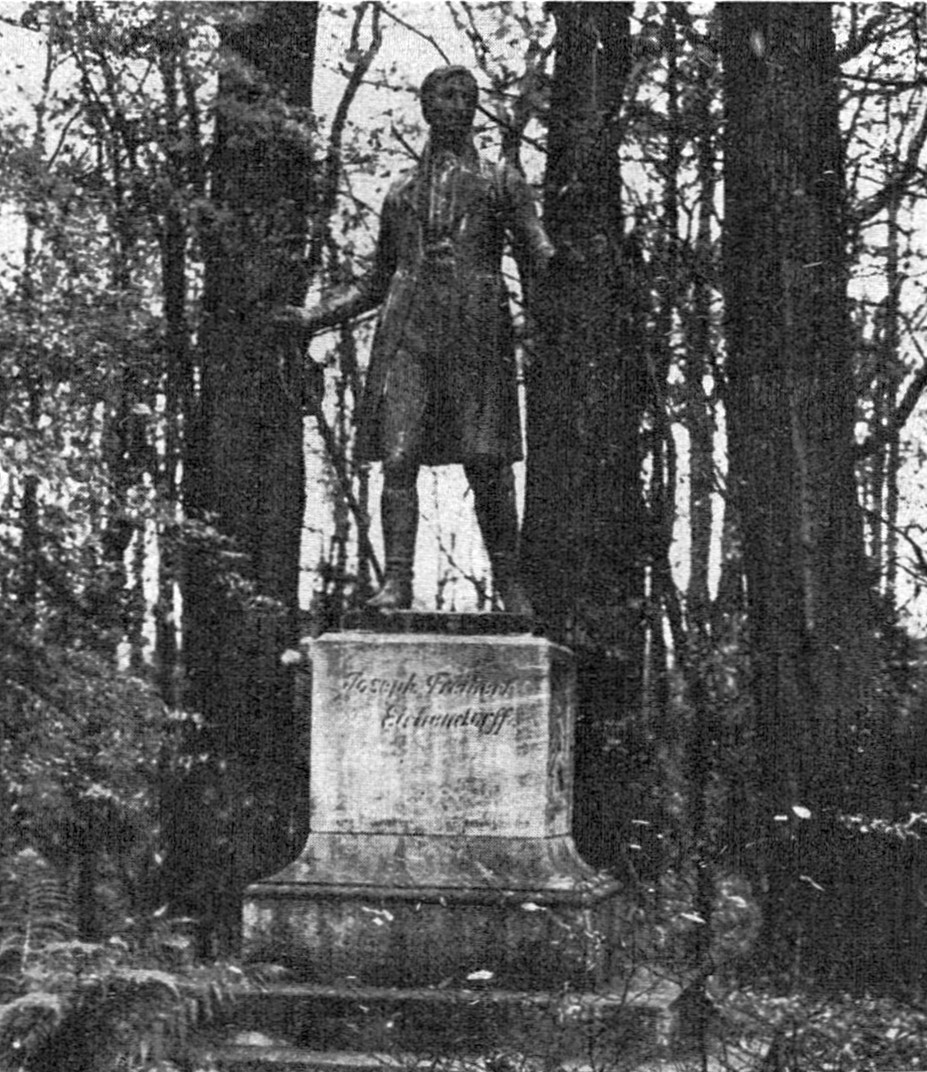
Das Denkmal im Scheitninger Park um 1929

Das Denkmal für den schlesischen Dichter Joseph von Eichendorff wurde in seiner ursprünglichen Ausführung am 27. Juni 1911 im Scheitninger Park (poln. Park Szczytnicki) eingeweiht. Das Eichendorff-Standbild in Bronzeguss und die Flachreliefs am Sockel stammten von dem Bildhauer Alexander Kraumann (1870–1956). Nach 1945 wurde es – wie alle Eichendorffdenkmäler im nunmehr polnischen Schlesien – zerstört und beseitigt. Vom Breslauer Denkmal blieb allein der Sockel mit den beiden Flachreliefs bestehen, der noch heute im Scheitniger Park zu finden ist.
In jüngerer Zeit entstanden in ganz Schlesien neue Denkmäler für Joseph von Eichendorff, so auch in Breslau. Das Denkmal von 1911 wurde komplett rekonstruiert und am 11. Mai 2012 im Botanischen Garten auf der Dominsel der Stadt enthüllt. Der Sockel trägt auch die Inschrift des Originals: „Joseph Freiherr von Eichendorff 1788–1857“.